# Kamienica przy placu Wolności 4 w Katowicach
Kamienica przy placu Wolności 4 w Katowicach – kamienica mieszkalno-użytkowa położona przy placu Wolności 4 w Katowicach, w dzielnicy Śródmieście.
Została ona wzniesiona w 1873 roku dla Loebla Schlesingera. W 1896 roku w tylnej części działki wzniesiono dla tego samego właściciela budynek fabryki zaprojektowany przez budowniczego Louisa Damego. Była to wytwórnia słodyczy „Elita”, a w niej funkcjonowały hale produkcyjne i magazyny.
W 1935 roku właścicielem nieruchomości przy placu Wolności 4 był Ludwik Schlesinger. Prócz mieszkań funkcjonowały tutaj wówczas m.in.: fabryka czekolady „Elita”, Śląski Zakład Mebli, szkoła tańców i gier czy warsztat szewski. Kamienica była także siedzibą Związku Rezerwistów.
W lipcu 2023 roku w systemie REGON było zarejestrowanych 47 aktywnych podmiotów gospodarczych z siedzibą przy placu Wolności 4, w tym m.in.: gabinet stomatologiczny i szkoła jogi.
Powierzchnia użytkowa kamienicy wynosi 2 281,95 m², a powierzchnia zabudowy 347 m². Liczy 4 kondygnacje nadziemne i 1 podziemną. Jest ona wpisana do gminnej ewidencji zabytków miasta Katowice. W głębi działki kamienicy znajduje się dodatkowo czterokondygnacyjny budynek przemysłowy wzniesiony z cegły, którego powierzchnia zabudowy wynosi 280 m². Także jest objęty ochroną poprzez wpis do gminnej ewidencji zabytków.